# Opérateur de télécommunications
 (avril 2022).
Si vous disposez d'ouvrages ou d'articles de référence ou si vous connaissez des sites web de qualité traitant du thème abordé ici, merci de compléter l'article en donnant les références utiles à sa vérifiabilité et en les liant à la section « Notes et références ».

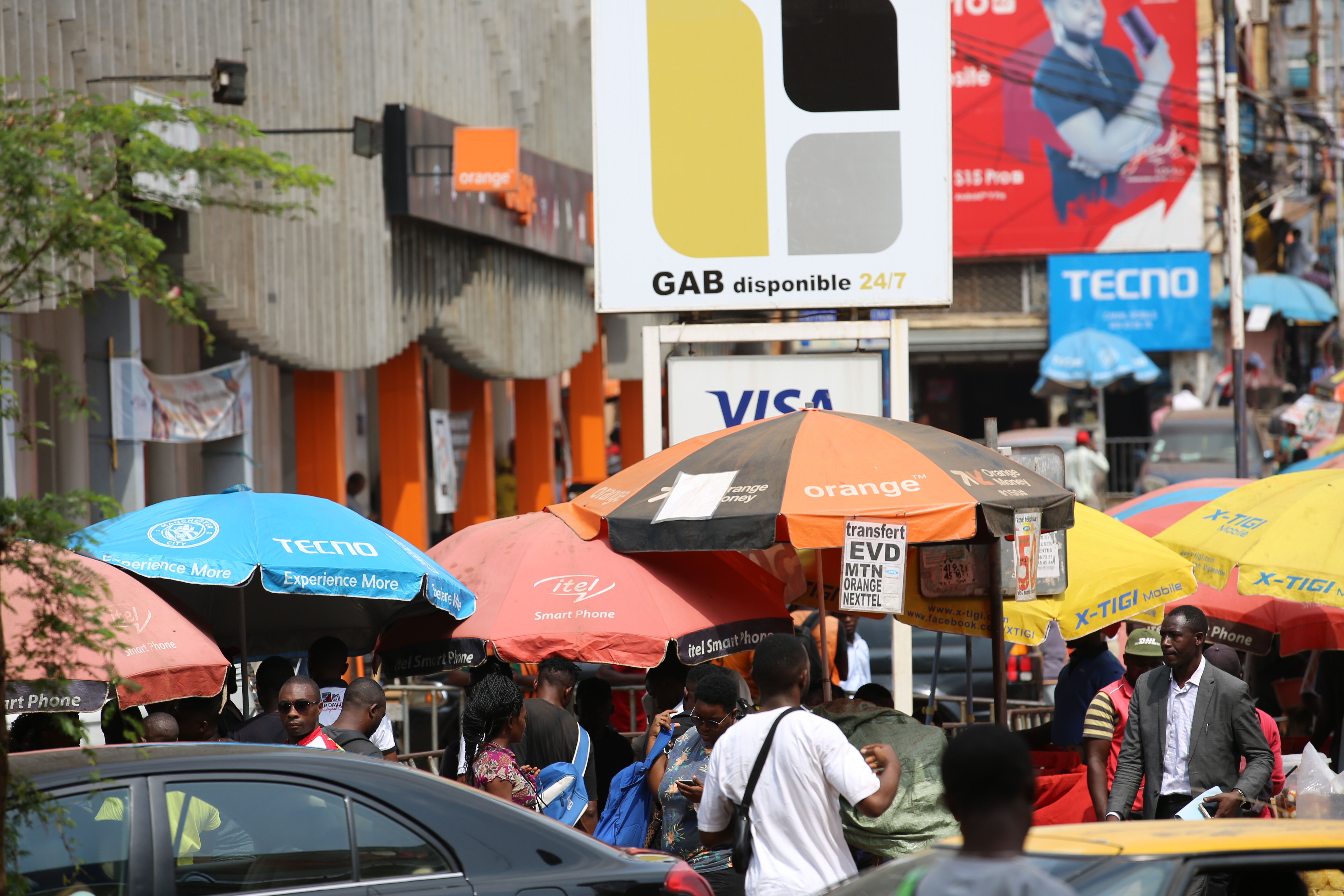
Forte concurrence entre opérateurs au Cameroun.

Un opérateur de télécommunications est une entité qui met à disposition des services de communication à distance. Cela implique généralement un lien vers au moins un réseau ouvert de communication (exemples : réseau commuté, Internet), mais le réseau peut se suffire à lui-même.

## Distinctions traditionnelles
- Opérateurs mobiles et opérateurs fixes.
- Opérateurs de services et opérateurs de réseaux.
- Opérateurs historiques et opérateurs alternatifs.
- Opérateurs réels et opérateurs virtuels, tels que les opérateurs de réseau mobile virtuel ou en anglais Mobile Virtual Network Operators (MVNO).

En réalité, ces frontières sont parfois ténues :
- de nombreux usages mobiles sont nomades voire fixes, certains réseaux fixes sont prolongés par des technologies sans fil (exemples : DECT ou Wi-Fi), voire l'inverse (ex cabines téléphoniques connectées par GSM au réseau national) ;
- tout opérateur télécom est opérateur de services : en revanche ils ne servent pas tous l'ensemble du spectre de clientèles (exemples : particuliers, professionnels, entreprises, collectivités, partenaires, développeurs, autres opérateurs, etc.). L'opérateur de réseaux opère des services qui se situent au niveau des réseaux, mais avec des impacts importants en amont et en aval ;
- un opérateur historique dans un pays donné peut être alternatif dans un autre, voire se créer sa propre concurrence pour peu que le régulateur soit distrait ;
- à un certain niveau, tout opérateur est opérateur de réseau virtuel : c'est le principe même de l'interconnexion que de proposer un service reposant sur les infrastructures d'un autre opérateur.

La convergence entraîne un rapprochement des métiers d'opérateurs de télécommunications, et d'autres opérateurs de services (exemple opérateurs audiovisuels) ou de réseau (exemple câblo-opérateur).

## Définition juridique
Une distinction pertinente doit être faite en fonction d'éventuelles licences accordées. Un service est réellement opéré lorsqu'il s'inscrit dans un cadre légal. La licence définit précisément le périmètre ainsi que les droits et obligations. Ainsi l'Union européenne définit, dans la directive 2002/19/CE « Accès » du 7 mars 2002, l’opérateur de communications électroniques comme « une entreprise qui fournit ou est autorisée à fournir un réseau de communications public ou une ressource associée ».
Ces licences de télécommunication sont délivrées par des autorités de règlementation qui peuvent être des entités ad hoc ou des gouvernements. Pour exemple, en France, les opérateurs de communications électroniques se déclarent auprès de l’ARCEP. La législation française distingue, de plus, l'opérateur de services de la société de commercialisation de services (SCS). Alors qu'un opérateur gère des services, une SCS gère une clientèle en son nom et un réseau de distribution. Une SCS, contrairement à un MVNO, n'est pas autorisée à modifier le service de l'opérateur réel.